# Rami Bedoui
Rami Bedoui (in arabo رامي البدوي‎?; Sousse, 19 gennaio 1990) è un calciatore tunisino, difensore svincolato.

## Carriera

### Club
Ha sempre giocato nel campionato tunisino.

### Nazionale
Ha esordito con la Nazionale tunisina nel 2012.

## Statistiche

### Cronologia presenze e reti in nazionale
| Cronologia completa delle presenze e delle reti in nazionale ― Tunisia | Cronologia completa delle presenze e delle reti in nazionale ― Tunisia | Cronologia completa delle presenze e delle reti in nazionale ― Tunisia | Cronologia completa delle presenze e delle reti in nazionale ― Tunisia | Cronologia completa delle presenze e delle reti in nazionale ― Tunisia | Cronologia completa delle presenze e delle reti in nazionale ― Tunisia | Cronologia completa delle presenze e delle reti in nazionale ― Tunisia | Cronologia completa delle presenze e delle reti in nazionale ― Tunisia |
| Data                                                                   | Città                                                                  | In casa                                                                | Risultato                                                              | Ospiti                                                                 | Competizione                                                           | Reti                                                                   | Note                                                                   |
| ---------------------------------------------------------------------- | ---------------------------------------------------------------------- | ---------------------------------------------------------------------- | ---------------------------------------------------------------------- | ---------------------------------------------------------------------- | ---------------------------------------------------------------------- | ---------------------------------------------------------------------- | ---------------------------------------------------------------------- |
| 16-10-2012                                                             | Abu Dhabi                                                              | Egitto                                                                 | 0 – 1                                                                  | Tunisia                                                                | Amichevole                                                             | -                                                                      |                                                                        |
| 14-11-2012                                                             | Susa                                                                   | Tunisia                                                                | 1 – 2                                                                  | Svizzera                                                               | Amichevole                                                             | -                                                                      | 22’, 74’                                                               |
| 30-12-2012                                                             | Sharja                                                                 | Tunisia                                                                | 2 – 1                                                                  | Iraq                                                                   | Amichevole                                                             | -                                                                      | 63’ 90’                                                                |
| 7-1-2013                                                               | Al Wakrah                                                              | Tunisia                                                                | 1 – 1                                                                  | Etiopia                                                                | Amichevole                                                             | -                                                                      |                                                                        |
| 10-9-2014                                                              | Il Cairo                                                               | Egitto                                                                 | 0 – 1                                                                  | Tunisia                                                                | Qual. Coppa d'Africa 2015                                              | -                                                                      |                                                                        |
| 22-1-2015                                                              | Ebebiyín                                                               | Zambia                                                                 | 1 – 2                                                                  | Tunisia                                                                | Coppa d'Africa 2015 - 1º turno                                         | -                                                                      |                                                                        |
| 11-6-2017                                                              | Radès                                                                  | Tunisia                                                                | 1 – 0                                                                  | Egitto                                                                 | Qual. Coppa d'Africa 2019                                              | -                                                                      |                                                                        |
| 1-9-2017                                                               | Radès                                                                  | Tunisia                                                                | 2 – 1                                                                  | RD del Congo                                                           | Qual. Mondiali 2018                                                    | -                                                                      |                                                                        |
| 5-9-2017                                                               | Kinshasa                                                               | RD del Congo                                                           | 2 – 2                                                                  | Tunisia                                                                | Qual. Mondiali 2018                                                    | -                                                                      |                                                                        |
| 7-10-2017                                                              | Conakry                                                                | Guinea                                                                 | 1 – 4                                                                  | Tunisia                                                                | Qual. Mondiali 2018                                                    | -                                                                      |                                                                        |
| 28-6-2018                                                              | Saransk                                                                | Panama                                                                 | 1 – 2                                                                  | Tunisia                                                                | Mondiali 2018 - 1º turno                                               | -                                                                      |                                                                        |
| 16-11-2018                                                             | Alessandria d'Egitto                                                   | Egitto                                                                 | 3 – 2                                                                  | Tunisia                                                                | Qual. Coppa d'Africa 2019                                              | -                                                                      | 59’                                                                    |
| 20-11-2018                                                             | Radès                                                                  | Tunisia                                                                | 0 – 1                                                                  | Marocco                                                                | Amichevole                                                             | -                                                                      | 72’                                                                    |
| 26-3-2019                                                              | Blida                                                                  | Algeria                                                                | 1 – 0                                                                  | Tunisia                                                                | Amichevole                                                             | -                                                                      |                                                                        |
| 7-6-2019                                                               | Radès                                                                  | Tunisia                                                                | 2 – 0                                                                  | Iraq                                                                   | Amichevole                                                             | -                                                                      | 58’                                                                    |
| 11-6-2019                                                              | Varaždin                                                               | Croazia                                                                | 1 – 2                                                                  | Tunisia                                                                | Amichevole                                                             | -                                                                      |                                                                        |
| 17-6-2019                                                              | Radès                                                                  | Tunisia                                                                | 2 – 1                                                                  | Burundi                                                                | Amichevole                                                             | -                                                                      | 46’                                                                    |
| 24-6-2019                                                              | Suez                                                                   | Tunisia                                                                | 1 – 1                                                                  | Angola                                                                 | Coppa d'Africa 2019 - 1º turno                                         | -                                                                      |                                                                        |
| 8-7-2019                                                               | Ismailia                                                               | Ghana                                                                  | 1 – 1 dts (4 – 5 dtr)                                                  | Tunisia                                                                | Coppa d'Africa 2019 - Ottavi di finale                                 | -                                                                      | 90’                                                                    |
| 17-7-2019                                                              | Il Cairo                                                               | Tunisia                                                                | 0 – 1                                                                  | Nigeria                                                                | Coppa d'Africa 2019 - Finale 3º posto                                  | -                                                                      | 67’ 90+2’                                                              |
| Totale                                                                 |                                                                        | Presenze                                                               | 20                                                                     |                                                                        | Reti                                                                   | 0                                                                      |                                                                        |